# El Vergel, Jalisco
El Vergel är en ort i Mexiko.   Den ligger i kommunen Encarnación de Díaz och delstaten Jalisco, i den centrala delen av landet, 400 km nordväst om huvudstaden Mexico City. El Vergel ligger 1 851 meter över havet och antalet invånare är 254.
Terrängen runt El Vergel är platt åt sydväst, men åt nordost är den kuperad. Runt El Vergel är det ganska glesbefolkat, med 39 invånare per kvadratkilometer. Närmaste större samhälle är Encarnación de Díaz, 12,5 km sydost om El Vergel. I omgivningarna runt El Vergel växer huvudsakligen savannskog.